# スカーブラ (インドネシア)
スカーブラ(Sekarbela)は、インドネシア西ヌサ・トゥンガラ州のロンボク島にあるマタラムのアンペナン地域にある行政区。

## 地理
マタラムの南西部に位置する。

### 隣接自治体
マタラム
- マタラム
- アンペナン
- セラパラン

西ロンボク県
- ラブアピ

## 宗教
イスラム教を信じる人が多いが、ヒンドゥー教、キリスト教、仏教を信じる人もいる。

### 信者数
- イスラム教徒 - 48,122人
- ヒンドゥー教徒 - 2,485人
- キリスト教徒 - 1,475人
- 仏教徒 - 602人